# HD 114762
HD 114762 är en dubbelstjärna, belägen i den södra delen av stjärnbilden Berenikes hår. Den har en kombinerad skenbar magnitud av ca 7,30 och  kräver åtminstone en stark handkikare för att kunna observeras. Baserat på parallax enligt Gaia Data Release 1 på ca 25,9 mas, beräknas den befinna sig på ett avstånd på ca 126 ljusår (ca 39 parsek) från solen. Den rör sig bort från solen med en heliocentrisk radialhastighet på ca 51 km/s. Stjärnan hade använts av astronomer som en "standardstjärna", vars radiella hastighet är väl etablerad, men med upptäckten av exoplanet HD 114762 b har dess användbarhet som standard ifrågasatts.

## Egenskaper
Primärstjärnan HD 114762 A är en gul till vit stjärna i huvudserien av spektralklass F9 V, vilket betyder att den genererar energi genom termonukleär fusion av väte i dess kärna. Den har en massa som är ca 85 procent av solmassan, en radie som är ca 1,24 solradier och utsänder från dess fotosfär ca 1,7 gånger mera energi än solen vid en effektiv temperatur av ca 5 900 K.
Följeslagaren,HD 114762 B, en röd eller brun dvärgstjärna separerad med ungefär 130 AE. Båda är underdvärgar med låg metallhalt.

## Planetsystem
År 1989 observerade Latham et al ett litet objekt, HD 114762 b, som kretsade kring HD 114762 med användning av Doppler-spektroskopi, men dess existens bekräftades inte förrän 1991 av Cochran et al. År 2012 bekräftades dess status som exoplanet. Den har en massa av minst 11 jordmassor, men detta kommer att förfinas när dess lutning bestämts. Dess avstånd till stjärnan och dess omloppsperiod (83,9151 dygn) liknar Merkurius, även om den har dubbla excentriciteten.